# Ceratocapsus fuscosignatus
Ceratocapsus fuscosignatus är en insektsart som beskrevs av Knight 1927. Ceratocapsus fuscosignatus ingår i släktet Ceratocapsus och familjen ängsskinnbaggar. Inga underarter finns listade i Catalogue of Life.